# Nordanvind (ensemble)
Nordanvind är en blockflöjtsensemble i Hallands län. Gruppen bildades 1988 och har varit kontinuerligt aktiv sedan dess med olika medlemmar.
Nordanvind spelar framförallt renässansmusik och barockmusik, men även folkmusik från främst Sverige. Musiken framförs på olika typer av blockflöjter, med inslag av andra instrument som viola da gamba, slagverk, piano och orgel. Gruppen samarbetar ofta med andra musiker, bland andra Maria Löfberg, samt med olika musikskolor och körer.

## Diskografi

### Musikalbum
- Nordanvind - Första skivan (2000)
- Nordanvind - Andra skivan (2002)
- Sefir (2005)
- Legend, med sångsolist Maria Löfberg (2014)

### Samarbeten
- Jul- och luciasånger tillsammans med Ugglarps Lucia (2002)
- Hedvig Jalhed och Nordanvind (2010)